# Osztrák labdarúgó-bajnokság (első osztály)
Az Österreichische Fußball-Bundesliga a legmagasabb szintű labdarúgó-bajnokság Ausztriában.

## Történelme
A labdarúgást Ausztriában 1890 óta játsszák. A huszadik századi derekán két kísérletet tettek arra, hogy elindítsanak egy országos bajnokságot. 1900-tól fogva egy kupaversenyt játszottak Bécsben, a Neues Wiener Tagblatt Pokalt.
Az első osztrák labdarúgó-bajnokság bemutatásával 1911-ben jártak sikerrel. 
1924-től a ligát professzionálisnak tekintették és megváltoztatták a nevét 1 Ligára.
Ausztria Németországhoz csatolásakor 1938-ban egyesítették a két bajnokságot.
Minden meccs előtt és után kötelező volt a Hitler üdvözlés bemutatása amihez csatlakozott a helyi Hitlerjugend.
A második világháború után a két labdarúgó bajnokság különvált egymástól.
1949-ben létrehozták a Staatsliga A-t.
Az 1974/75 évszakban bemutatták a Bundesligát amelyik még mindig az osztrák Labdarúgó-szövetség. 
1991 óta a szponzorai a T-Mobile és a Red Zac. 

## A 2024/25-ös bajnokság csapatai
| Csapat             | Település       | Stadion                  | Férőhely |
| ------------------ | --------------- | ------------------------ | -------- |
| Austria Klagenfurt | Klagenfurt      | Wörthersee Stadion       | 29,863   |
| Austria Wien       | Bécs            | Generali Arena           | 17,656   |
| Blau-Weiß Linz     | Linz            | Hofmann Personal Stadion | 5,595    |
| Grazer AK          | Graz            | Merkur-Arena             | 16,364   |
| LASK Linz          | Linz            | Raiffeisen Arena         | 19,080   |
| Rapid Wien         | Bécs            | Allianz Stadion          | 28,600   |
| Red Bull Salzburg  | Wals-Siezenheim | Red Bull Arena           | 30,188   |
| Rheindorf Altach   | Altach          | Stadion Schnabelholz     | 8,500    |
| Sturm Graz         | Graz            | Merkur-Arena             | 16,364   |
| TSV Hartberg       | Hartberg        | Profertil Arena Hartberg | 4,635    |
| Wolfsberger AC     | Wolfsberg       | Lavanttal-Arena          | 7,300    |
| WSG Tirol          | Innsbruck       | Tivoli Stadion Tirol     | 16,008   |

A Bundesliga bajnok és második helyezett a Bajnokok Ligája selejtezőben játszhat. Az osztrák kupagyőztes az Európa-liga rájátszásában indul, míg a 4. helyezett, és a Konferencia-liga rájátszás győztese pedig a Konferencia Ligában indul. Amennyiben a Bundesliga bajnok és a kupagyőztes ugyanaz a csapat, akkor a 3. helyezett csapat az Európa-ligában indulhat.

## Bajnokok
- 2025 Sturm Graz
- 2024 Sturm Graz
- 2023 Red Bull Salzburg
- 2022 Red Bull Salzburg
- 2021 Red Bull Salzburg
- 2020 Red Bull Salzburg
- 2019 Red Bull Salzburg
- 2018 Red Bull Salzburg
- 2017 Red Bull Salzburg
- 2016 Red Bull Salzburg
- 2015 Red Bull Salzburg
- 2014 Red Bull Salzburg
- 2013 Austria Wien
- 2012 Red Bull Salzburg
- 2011 Sturm Graz
- 2010 Red Bull Salzburg
- 2009 Red Bull Salzburg
- 2008 Rapid Vienna
- 2007 FC Red Bull Salzburg
- 2006 Austria Vienna
- 2005 Rapid Wien
- 2004 Grazer AK (GAK)
- 2003 Austria Vienna
- 2002 Tirol Innsbruck
- 2001 Tirol Innsbruck
- 2000 Tirol Innsbruck
- 1999 Sturm Graz
- 1998 Sturm Graz
- 1997 SV Salzburg
- 1996 Rapid Wien
- 1995 SV Salzburg
- 1994 SV Salzburg
- 1993 Austria Vienna
- 1992 Austria Vienna

## Gólkirályok
| Szezon  | Játékos                           | Gól | Klub                          |
| ------- | --------------------------------- | --- | ----------------------------- |
| 1999-00 | Ivica Vastić                      | 32  | Sturm Graz                    |
| 2000-01 | Radosław Gilewicz                 | 22  | FC Tirol Innsbruck            |
| 2001-02 | Ronald Brunmayr                   | 27  | GAK                           |
| 2002-03 | Axel Lawarée                      | 21  | SC Schwarz-Weiß Bregenz       |
| 2003-04 | Roland Kollmann                   | 27  | GAK                           |
| 2004-05 | Christian Mayrleb                 | 21  | SV Pasching                   |
| 2005-06 | Sanel Kuljic Roland Linz          | 15  | SV Ried Austria Wien          |
| 2006-07 | Alexander Zickler                 | 22  | Red Bull Salzburg             |
| 2007-08 | Alexander Zickler                 | 16  | Red Bull Salzburg             |
| 2008-09 | Marc Janko                        | 39  | Red Bull Salzburg             |
| 2009-10 | Steffen Hofmann                   | 18  | SK Rapid Wien                 |
| 2010-11 | Roland Linz Roman Kienast         | 21  | FK Austria Wien SK Sturm Graz |
| 2011-12 | Jakob Jantscher Stefan Maierhofer | 14  | Red Bull Salzburg             |
| 2012-13 | Philipp Hosiner                   | 32  | FK Austria Wien               |
| 2013-14 | Jonathan Soriano                  | 31  | Red Bull Salzburg             |
| 2014-15 | Jonathan Soriano                  | 31  | Red Bull Salzburg             |
| 2015-16 | Jonathan Soriano                  | 21  | Red Bull Salzburg             |
| 2016-17 | Olarenwaju Kayode                 | 17  | FK Austria Wien               |
| 2017-18 | Múnisz Dabúr                      | 16  | Red Bull Salzburg             |
| 2018-19 | Múnisz Dabúr                      | 20  | Red Bull Salzburg             |
| 2019-20 | Són Weissman                      | 30  | Wolfsberger AC                |
| 2020-21 | Patson Daka                       | 27  | Red Bull Salzburg             |
| 2021-22 | Karim Adeyemi                     | 19  | Red Bull Salzburg             |
| 2022-23 | Guido Burgstaller                 | 21  | Rapid Wien                    |
| 2023-24 | Karim Konaté                      | 20  | Red Bull Salzburg             |

## További információ
- Hivatalos Honlapja (németül)